# Papain
Papain (auch: Papaya-Proteinase I) ist ein Enzym, das natürlich in hoher Konzentration in der noch grünlichen Schale und den Kernen der Obstfrucht Papaya (Carica papaya) vorkommt und daraus gewonnen wird. Es ist unentbehrlich für die Pflanze bei der Abwehr von Schädlingen.
Das Enzym hat eine breite eiweißspaltende Wirkung und gehört zur Gruppe der Cysteinproteasen. Es wird in der Küche als Zartmacher für Fleisch verwendet. In der Textiltechnik wird Papain als Hilfsmittel bei der Herstellung von Wolle und Seide zur Verhinderung des Verfilzens und Schrumpfens verwendet.

## Geschichte
Schon die indigenen Völker in Mittel- und Südamerika reinigten mit dem Milchsaft der Papaya verschmutzte Wunden. Die ältesten Aufzeichnungen hierzu sind in Natural history of Barbados von Griffith Hughes, 1750, und Civil and natural history of Jamaica von Patrick Browne, das 1756 verfasst wurde.
Die enzymatische Aktivität des Papaya-Fruchtsafts wurde 1878 entdeckt. 1879 konnten Adolf Wurtz und der Kinderarzt Eugène Bouchut (1818–1891) das Enzym isolieren.
1950 fanden Robert Ammon und Hans-Adolf Oelkers heraus, dass Papain anthelminthische Eigenschaften hat.
Die Proteinstruktur wurde, als eine der ersten, im Jahre 1968 aufgeklärt. Die vollständige Aminosäuresequenz von Papain wurde 1969 entschlüsselt.
Das Unternehmen Dr. Schwab GmbH in München brachte unter anderem das Arzneimittel Arbuz, ein „rein pflanzliches Verdauungs-Enyzm“, auf den Markt (daneben auch Lax-Arbuz als Abführmittel und Chol-Arbuz als Gallentherapeutikum).
Ab 1963 führte Mucos Pharma verschiedene papainhaltige Zusammensetzungen und Darreichungsformen ein (Wobe-Mugos), unter anderem zur unterstützenden Behandlung während und nach Chemo- oder Strahlentherapien und bei Entzündungen. Die Konzeption solcher Enzympräparate entstammt den 30er und 40er Jahren. Sie werden noch heute zu solchen Zwecken vermarktet, allerdings nicht mehr als Arzneimittel, sondern als Lebensmittel („Lebensmittel für besondere medizinische Zwecke“).

## Verwendung
In der Transfusionsmedizin kann Papain zur Identifikation des Duffy-Faktors genutzt werden. Es hat (in Verbindung mit anderen Inhaltsstoffen der unreifen Papaya) auch antimikrobielle und antioxidative Wirkung.
Als Therapeutikum in der Alternativmedizin werden dem Papain Wirkungen bei Wundheilungsstörungen  (zum Beispiel sogenanntes „offenes Bein“ im Anfangsstadium) zugeschrieben. Papain soll weiterhin fibrinolytische Wirkungen haben und durch Abbau von Fibrin an den Gefäßinnenwänden Thrombosen entgegenwirken. Für die beschriebenen Wirkungen liegen allerdings keine ausreichenden experimentellen Ergebnisse vor.
Außerdem findet Papain in der zoologischen Präparation als Mazerationsmittel Anwendung.
Eine gereinigte Form des Papains (Chymopapain) wurde zur Chemonukleolyse bei der Behandlung von Bandscheibenvorfällen verwendet.